# Дрожджувка (Мазовецьке воєводство)
Дрожджувка (пол. Drożdżówka) — село в Польщі, у гміні Сенниця Мінського повіту Мазовецького воєводства.
Населення — 222 особи (2011).
У 1975—1998 роках село належало до Седлецького воєводства.

## Демографія
Демографічна структура станом на 31 березня 2011 року:
|          | Загалом | Допрацездатний вік | Працездатний вік | Постпрацездатний вік |
| -------- | ------- | ------------------ | ---------------- | -------------------- |
| Чоловіки | 88      | 10                 | 49               | 29                   |
| Жінки    | 134     | 6                  | 29               | 99                   |
| Разом    | 222     | 16                 | 78               | 128                  |